# 京羅木山
京羅木山（きょうらぎさん）は、島根県松江市と安来市との境界に聳える山である。『出雲国風土記』では『高野山』と呼ばれていた。頂上からは大山、中海、宍道湖などが望める。

## 概要
- 1562年毛利元就は、尼子攻めの際、京羅木山に陣地を構えた。
- 登山口の金比羅神社は元就が戦勝を祈願して建立された。
- 祭神は、大物主命（大黒様）。

## アクセス
- 駐車場有り
- JR揖屋駅より車で10分
- 登山口下車徒歩40分